# کومازاوا هیرومیچی
کومازاوا هیرومیچی، امپراتور کومازاوا (به ژاپنی: 熊沢 寛道 Kumazawa Hiromichi); ۱۸ دسامبر ۱۸۸۹ – ۱۱ ژوئن ۱۹۶۶) بهکشو، اهالی کسب‌وکار اهل ژاپن بود؛ که مدت کوتاهی پس از پایان جنگ جهانی دوم، علناً مشروعیت خط خون امپراتور هیروهیتو را مورد جدال قرار داد. او ادعا کرد که نوزدهمین تبار مستقیم امپراتور گو-کامایاما است و در ۱۹۴۶–۱۹۴۷، هیرومیچی خود را به عنوان امپراتور برحق ژاپن مطرح کرد. وی به عنوان یک تبار مستقیم از امپراتورهای دربار جنوبی دوره نانبوکوچو، استدلال کرد که امپراتور هیروهیتو غیرقانونی است. وی خاطرنشان کرد که تمام شجره هیروهیتو از نسل امپراتورهای دربار شمالی است. او یک گزارش تولد که با جزئیات شجره خون خود را به امپراتور گودای‌گو در یوشینو، نارا نشان می‌داد، تهیه کرد، اما ادعاها و سخنان او به غیر از همدردی تأثیری برجا نگذاشت.